# Notomuraenobathys microcephalus
Notomuraenobathys microcephalus är en fiskart som först beskrevs av Norman, 1937.  Notomuraenobathys microcephalus ingår i släktet Notomuraenobathys och familjen Muraenolepididae. Inga underarter finns listade i Catalogue of Life.